# Lista över varelser i Godzillafilmerna
Detta är en lista på monster som medverkar i filmerna om Godzilla. Godzilla har mött en hel del monster genom sin livstid, både små och stora, vänner och fiender. Det japanska företaget Toho, som står för skapandet av Godzilla-figuren, har skapat sin egen fiktiva monster-fauna i Godzillas värld, och även Amerika med deras Sony/TriStar Pictures och Warner Bros./Legendary Pictures skapade sin egen Godzilla-fauna med en lång rad fantastiska fantasimonster som Godzilla fått möta och besegra.

## Japanska monster

### Anguirus
Anguirus dök upp för första gången i filmen Godzilla Raids Again och blev Godzillas första fiende och bästa vän i de andra filmerna.

### Baby Godzilla
Baby Godzilla (kaiju) (Little Godzilla eller Godzilla Junior) är Godzillas son i Heisei-serien. Han är 2 meter hög som nyfödd, 30 meter som Little Godzilla och 40 meter hög som vuxen. Hans stråle är blå liksom sin far. Han dödades nästan av Destoroyah. Godzilla Junior återupplivades efter hans fars död. Baby Godzilla kom tillbaka i Godzilla (1998) som en helt ny skapelse och denna gång som Godzillas biologiska avkomma och inte adopterad som i tidigare filmer.

### Baragon
Baragon (kaiju)

### Battra
Battra är en fiktiv jättefjäril i filmen Godzilla vs. Mothra (1992).

### Biollante
Biollante

### Destoroyah
Destoroyah är det monster som kom från syreförintaren som dödade den första Godzilla.

### Dorats
Dorats

### Ebirah
Ebirah (kaiju) är en jättestor hummer eller kräfta.

### Gabara
Gabara (kaiju)

### Gaira
Gaira

### Gigan
Gigan är ett monster som dök upp första gången i filmen Godzilla vs. Gigan (1972).

### Godzilla
Godzilla är ett fiktivt dinosaurieliknande monster, som gjorde sin debut på vita duken 1954 i filmen Godzilla - monstret från havet och har allt som allt uppträtt i 31 filmer och fyra TV-serier.

### Godzilla Junior
Godzilla Junior

### Godzillasaurus
Godzillasaurus

### Gorosaurus
Gorosaurus (kaiju) är en dinosaurie som liknar en Tyrannosaurus, trots att namnet liknar Gorgosaurus.

### Hedorah
Hedorah (kaiju) är en utomjording gjord av skräp.

### Jet Jaguar
Jet Jaguar (kaiju)

### Kamacuras
Kamacuras

### Kamoebas
Kamoebas

### Keizer Ghidorah
Keizer Ghidorah, även kallad Monster X II, är en ny form av King Ghidorah.

### King Caesar
King Caesar (kaiju) förekommer i Godzilla vs Mechagodzilla och Godzilla final wars. Han kan kasta tillbaka sin motståndares strålar.

### King Ghidorah
King Ghidorah heter den onde, gyllene rymddraken från Godzilla-filmerna.

### Kumonga
Kumonga

### Little Godzilla
Little Godzilla

### Manda
Manda (kaiju)

### Mechagodzilla

#### Mechagodzilla (Showa)
Mechagodzilla är Godzillas mekaniska jämställde. Byggd av rymdvarelser i första filmen. Blev senare byggd av människorna.

#### Mechagodzilla (Heisei)
Mechagodzilla 2 (kaiju) är gjord av resterna efter Mecha-King Ghidorah. När han är kopplad till några kanoner kallas han Super-Mechagodzilla. Mechagodzilla 2 förstördes av Godzilla.

#### Kiryu
Kiryu är Mechagodzilla 3. Han har den första Godzillas ben i sig.

### Megaguirus
Megaguirus (kaiju)

### Megalon
Megalon (kaiju) är ett påhittat monster från filmen Godzilla vs. Megalon (1973).

### Meganulon
Meganulon

### Minilla
Minilla, även kallad Minya, Godzilla Jr. och baby Godzilla är Godzillas adopterade son, introducerad i filmen med samma namn – Godzillas son.

### Moguera
Moguera

### Monster X
Monster X (kaiju)

### Mothra
Mothra är en fiktiv varelse i form av en jättestor fjäril som dök upp för första gången i filmen Mothra (Mosura på japanska).

### Oodako
Oodako (kaiju)

### Ookondoru
Ookondoru

### Orga
Orga

### Rodan
Rodan är en förhistorisk jätte-flygödla med en röd/orange laserstråle.

### Sanda
Sanda (kaiju)

### Shockirus
Shockirus

### SpaceGodzilla
SpaceGodzilla är Godzillas klon som kommit ur rymden. Han skapades av de gener som Mothra tog med sig. Han liknar Godzilla men har stora kristaller på axlarna, blått och rött skinn, olika ryggplattor och är bredare.

### Titanosaurus
Titanosaurus (kaiju)

### Varan
Varan (kaiju)

### Zilla
Zilla dök för första gången upp i Godzilla: Final Wars från 2004 (och senare även i serietidningen Godzilla: Rulers of Earth under 2013) och är baserad på den amerikanska Godzilla-versionen i filmen Godzilla från 1998. Zilla skapades av Xilien-rymdvarelserna och användes för att göra slut på Godzilla (den japanska versionen).

## Amerikanska monster

### Armillaria
Armillaria (kaiju)

### Baby Nessie
Baby Nessie

### Baby Quetzalcoatl
Baby Quetzalcoatl

### Bacillus
Bacillus (kaiju)

### Bagorah
Bagorah

### Chameleon
Chameleon (kaiju)

### Crackler
Crackler

### Crustaceous Rex
Crustaceous Rex

### Cyber-Flies
Cyber-Flies

### Cyber-Godzilla
Cyber-Godzilla

### Cryptocleidus
Cryptocleidus

### Deep-Dweller
Deep-Dweller

### Desert Lizard
Desert Lizard

### Desert Rat
Desert Rat

### D.N.A. Mimic
D.N.A. Mimic

### D.R.A.G.M.A.
D.R.A.G.M.A.

### El Gusano
El Gusano

### Fire Monster
Fire Monster

### Flying Gigan
Flying Gigan

### Giant Armadillo
Giant Armadillo

### Giant Bat
Giant Bat

### Giant Centipede
Giant Centipede

### Giant Gila Monster
Giant Gila Monster

### Giant Mutant Bees
Giant Mutant Bees

### Giant Mutant Hummingbirds
Giant Mutant Hummingbirds

### Giant Mutant Termites
Giant Mutant Termites

### Giant Mutant Widow Spider
Giant Mutant Widow Spider

### Giant Rats
Giant Rats

### Giant Squids
Giant Squids

### Giant Turtle
Giant Turtle

### Giant Water Beetle
Giant Water Beetle

### Ice Borers
Ice Borers

### Juvenile Godzilla
Juvenile Godzilla

### King Cobra
King Cobra

### King Kong
King Kong

### Komodithrax
Komodithrax

### Krystalak
Krystalak

### Loch Ness Monster
Loch Ness Monster

### Medusa
Medusa (kaiju)

### Megapede/Cicada
Megapede/Cicada

### Mutant Jellyfish
Mutant Jellyfish

### Mutant Manta Ray
Mutant Manta Ray

### MUTO
MUTO

### Nanotech Creature
Nanotech Creature

### Nightmare Scorpion
Nightmare Scorpion

### Norzzug
Norzzug

### Obsidius
Obsidius

### Queen Bee
Queen Bee

### Queen Bitch
Queen Bitch (kaiju)

### Quetzalcoatl
Quetzalcoatl (kaiju)

### Reptilians
Reptilians

### Rhinosaurus
Rhinosaurus

### Robo-Yeti
Robo-Yeti

### Second Wave
Second Wave

### Shrewster
Shrewster

### Silver Hydra
Silver Hydra

### Skeetera
Skeetera

### Swamp Beast
Swamp Beast

### Tachyons
Tachyons

### Techno-Sentient
Techno-Sentient

### Termite Queen
Termite Queen

### Thorny Devil
Thorny Devil

### Ts-eh-Go
Ts-eh-Go